# Terminal Capelinha
Capelinha es un terminal de ómnibus de la ciudad de São Paulo. Ubicado en la región sudoeste de la ciudad, en la Estrada de Itapecerica, 3.222 - Jardim Atlântico. Es atendida por 39 líneas.

## En operación
| Línea | Prefijo | Destino                         |
| ----- | ------- | ------------------------------- |
| 648P  | 10      | Pinheiros                       |
| 675V  | 10      | Metro Jabaquara                 |
| 675V  | 31      | Metro Jabaquara                 |
| 695T  | 10      | Metro Vila Mariana              |
| 695V  | 10      | Metro Ana Rosa                  |
| 5119  | 10      | Largo São Francisco             |
| 5119  | 21      | Itaim Bibi                      |
| 6001  | 10      | Terminal Santo Amaro            |
| 6040  | 10      | Itaim Bibi                      |
| 6042  | 21      | Jardim Sônia Ingá               |
| 6450  | 10      | Terminal Bandeira               |
| 6451  | 10      | Terminal Bandeira               |
| 6455  | 10      | Largo São Francisco             |
| 6805  | 10      | Terminal João Dias              |
| 6805  | 31      | Terminal João Dias              |
| 6813  | 10      | Jardim Lídia                    |
| 6815  | 10      | Jardim Comercial                |
| 6816  | 10      | Jardim Mitsutani                |
| 6816  | 31      | Jardim Mitsutani                |
| 6817  | 10      | Jardim São Bento                |
| 6818  | 10      | Jardim Vale das Virtudes        |
| 6820  | 10      | Jardim das Rosas                |
| 6820  | 31      | Jardim das Rosas                |
| 6821  | 10      | Jardim Jangadeiro               |
| 6822  | 10      | Jardim Macedônia                |
| 6823  | 10      | Jardim Guarujá                  |
| 6824  | 10      | Parque Fernanda                 |
| 6825  | 10      | Valo Velho                      |
| 6825  | 21      | Valo Velho                      |
| 6826  | 10      | Jardim Dom José                 |
| 6827  | 10      | Valo Velho                      |
| 6829  | 10      | Jardim Vaz de Lima              |
| 6830  | 10      | Jardim Irene                    |
| 6831  | 10      | Jardim Guarujá                  |
| 6832  | 10      | Parque Arariba                  |
| 6835  | 10      | Valo Velho                      |
| 6835  | 31      | Valo Velho                      |
| 6837  | 10      | Shopping Portal                 |
| 6840  | 10      | Jardim Jacira                   |
| 7081  | 10      | Terminal Campo Limpo (Nocturna) |

- Datos: Q9086175